# Chronologie de l'Italie
 (septembre 2024).
Si vous disposez d'ouvrages ou d'articles de référence ou si vous connaissez des sites web de qualité traitant du thème abordé ici, merci de compléter l'article en donnant les références utiles à sa vérifiabilité et en les liant à la section « Notes et références ».
Cet article présente succinctement l'histoire de l'Italie de manière chronologique.

## La période pré-romaine
- IIe et Ier millénaire ? : installation de peuples italiques indo-européens.

## Antiquité
- -753 : fondation de Rome par les deux frères Rémus et Romulus, fils adoptifs de la louve romaine. Cet événement constituera l'année I du calendrier romain.
- VIIe siècle av. J.-C. : colonisation grecque sur les côtes de l'Italie du Sud, développement des cités Étrusques en Toscane.
- ~-450 à -272 : l'histoire de l'Italie se confond largement avec l'histoire de la République romaine qui conquiert peu à peu la péninsule.
- -387 : sac de Rome par les Celtes qui se fixent en Gaule cisalpine.
- -280 à -275 : guerre de Pyrrhus en Italie, « victoire à la Pyrrhus » qui laisse les Romains maîtres de l'Italie du Sud.
- -232 : début de la conquête de la Gaule cisalpine par les Romains.

Après la conquête romaine, plusieurs conflits ensanglantent l'Italie :
- -218 à -202 : deuxième guerre punique.
- -101 : bataille de Verceil mettant fin à la guerre des Cimbres
- -91 à -89 : guerre sociale entre Romains et Italiens révoltés.
- -83 à -82 : guerre civile entre Sylla et les partisans de Marius.
- -73 à -71 : guerre servile contre Spartacus.
- -41 à -40 : guerre de Pérouse opposant Marc Antoine à Octavien, héritiers de Jules César.

Sous l'Empire romain l'Italie jouit de la Pax Romana jusqu'aux invasions barbares :
- 298 : Dioclétien créé le diocèse d'Italie qui aligne le régime administratif de l'Italie sur celui des provinces.
- 313 : édit de Milan légalisant le christianisme.
- 330 : Constantinople devient la nouvelle capitale de l'Empire.
- 393 : Ravenne devient la capitale de l'Empire romain d'Occident.
- 408 : invasion des Wisigoths qui pillent Rome avant de gagner la Gaule.

## Moyen Âge
- 476 : déposition de Romulus Augustule, dernier empereur de l'Empire romain d'Occident, par Odoacre. Fin de l'Empire romain d'Occident.
- 490 à 552 : royaume ostrogoth d'Italie.
- 535 à 540 : reconquête byzantine de l'Italie par Bélisaire.
- 568 à 774 : royaume et duchés lombards.
- 774 : Charlemagne conquiert le royaume des Lombards.
- 800 : sacre de Charlemagne à Rome comme empereur d'Occident.
- 827 : les Arabes conquièrent la Sicile.
- 876 : les Byzantins reprennent le Sud de l'Italie.
- 1061-1091 : les Normands conquièrent l'Italie du Sud et la Sicile.
- 1081 : Henri IV, empereur germanique, envahit l'Italie
- 1082 : Byzance reconnaît l'indépendance de la république de Venise.
- 1084 : sac de Rome par les Normands.
- 1088 : fondation de l'université de Bologne.
- 1130 : Roger II devient roi de Sicile.
- 1176 : la Ligue lombarde défait l'empereur Frédéric Barberousse à la bataille de Legnano.
- 1183 : la paix de Constance met un terme au conflit entre l'empereur germanique et la Ligue lombarde.
- 1237 : Frédéric II défait la Ligue lombarde.
- 1260 : Charles d'Anjou, frère du roi de France, envahit l'Italie à l'appel du pape.
- 1282 : les Siciliens se révoltent contre les souverains français lors des Vêpres siciliennes.
- 1284 : la flotte génoise défait celle de Pise lors de la bataille de la Meloria.
- 1303 : début du pontificat de Benoît XI, la papauté s'installe à Avignon.
- 1314-1321 : Dante écrit sa Divine Comédie.
- 1347-1354 : révolte de Cola di Rienzo à Rome.
- 1348-1353 : Boccace écrit le Décaméron.
- 1377 : le pape Grégoire XI ramène la papauté à Rome.
- 1378-1415 : Grand schisme d'Occident, deux papes règnent, l'un à Rome et l'autre à Avignon.
- 1420 : retour du pape Martin V à Rome.

## Renaissance
- 1431 - 1441 : concile de Florence, échec de l'union des Églises grecque et latine mais développement des transferts culturels byzantins.
- 1442 : Alphonse V d'Aragon s'empare du royaume de Naples, début de l'emprise espagnole en Italie.
- 1483 : dédicace de la chapelle Sixtine
- 1494-1497 : première guerre d'Italie.
- 1499-1500 : deuxième guerre d'Italie.
- 1499 - 1535 : la famille Sforza est dépouillée du duché de Milan au profit des Français puis des Espagnols.
- 1500-1504 : troisième guerre d'Italie.
- 1508-1513 : quatrième guerre d'Italie.
- 1515-1516 : cinquième guerre d'Italie.
- 1521-1526 : sixième guerre d'Italie.
- 6 mai 1527 : sac de Rome par les armées de Charles Quint, lors du pontificat de Clément VII.
- 1526-1529 : septième guerre d'Italie.
- 1532 : Alexandre de Médicis devient duc de Florence.
- 1536-1538 : huitième guerre d'Italie.
- 1545 à 1563 : concile de Trente
- 1542-1546 : neuvième guerre d'Italie.
- 1552-1556 : dixième guerre d'Italie.
- 1556-1559 : onzième guerre d'Italie.
- 2-3 avril 1559 : par les traités du Cateau-Cambrésis, les Français évacuent l'Italie et restituent ses États à Emmanuel-Philibert de Savoie.

## XVIIesiècle
- 1628-1631 : guerre de Succession de Mantoue
- 1633 : condamnation de Galilée
- 1647-1648 : révolte de Naples contre l'Espagne

## XVIIIesiècle
- 1713 :
  - 11 avril : le traité d'Utrecht met fin à la domination espagnole au profit de l'Autriche
- 1738 :
  - 18 novembre : le traité de Vienne donne le royaume de Naples à Charles d'Espagne et fonde la maison de Bourbon-Siciles
- 1779 : Alessandro Volta enseigne la physique de l'électricité à l'université de Pavie.

## Période napoléonienne
- 1796
  - 11 avril : franchissement par Napoléon Bonaparte du col de Cadibone, début de la campagne d'Italie.
  - 28 avril 1796, Napoléon bat les Autrichiens et les Sardes et impose à Cherasco la paix à ces derniers.
  - Création au nord du Pô de la République transpadane et au sud du Pô de la République cispadane. La république de Gênes devient la République ligurienne.
- 1797
  - 29 juin 1797, fusion des deux républiques en la République cisalpine, à laquelle Brescia, le Mantouan, Ferrare et la Romagne s'uniront plus tard.
  - 8 juillet : la constitution cisalpine est adoptée, modelée sur celle française de 1795.
  - 22 octobre : la Valteline et les comtés de Chiavenna et Bormio, qui avaient proclamé (19 juin) leur séparation et leur indépendance des Ligues grisonnes (alliées des cantons suisses), sont incorporés.
  - 18 octobre : par le traité de Campo-Formio, l'Autriche reconnaît la République cisalpine et obtient en échange les territoires de la république de Venise à l'est de l'Adige.
- 1798
  - 21 février : un traité impose à la République, l'entretien d'une armée française de 25 000 hommes, d'une armée nationale de 22 000 hommes et le versement de 18 millions.
  - 8 juin : ratification du traité.
- 1799
  - 29 avril : Milan est reprise par les Austro-Russes qui suppriment la République cisalpine
  - Chute de la République napolitaine (juin) et de la République romaine (septembre)
- 1800
  - 14 juin : bataille de Marengo, la République cisalpine est restaurée.
  - 7 septembre : incorporation du Novarais, détaché du Piémont.
- 1801
  - 9 février: le traité de Lunéville fixe la frontière orientale sur l'Adige, avec la totalité de la ville de Vérone.
- 1802
  - 26 janvier: la République cisalpine est renommée République italienne (1802-1805), Bonaparte se fait proclamer président à la consulte de Lyon, Francesco Melzi d'Eril étant vice-président.
  - 21 septembre : la France annexe le Piémont
- 1805
  - 18 mars : Napoléon, après avoir été couronné empereur des Français, proclame le royaume d'Italie. Il devient roi, Eugène de Beauharnais étant le vice-roi.
  - 26 mai : couronnement de Napoléon dans le Duomo de Milan.
  - 4 juin : la France annexe la Ligurie.
  - 26 décembre : l'Autriche renonce à Gorizia et à la province vénitienne. La Vénétie est unie au royaume d'Italie. Au sud, les pays de Massa, Carrare et la Garfagnana sont perdus par cession à la Principauté de Lucques et Piombino.
- 1807
  - novembre : annexion au royaume d'Italie de parties du Frioul oriental (région de l'Isonzo).
  - 10 décembre : la France occupe le royaume d'Étrurie.
- 1808
  - janvier : annexion de la république de Raguse.
  - mai : annexion des Marches enlevées au pape. La Toscane, Parme et Plaisance sont annexés à la France.
- 1809
  - mai : le reste des États pontificaux est annexé à la France.
  - octobre : création des provinces illyriennes avec pour capitale Ljubljana, rattachées à l'Empire francais, comprenant l'Istrie, la Dalmatie et les villes de Gorizia et Trieste.
- 1810
  - juin : annexion du Trentin perdu par la Bavière.
- 1812
  - juin-décembre : les troupes italiennes et napolitaines participent à la campagne de Russie.
- 1813
  - décembre 1812 - avril 1813 : Eugène de Beauharnais commande les restes de la Grande Armée dans la campagne de Prusse et de Pologne.
  - 28 février : la Prusse s'allie à la Russie contre la France.
  - 18 mai : Eugène de Beauharnais rentre à Milan et s'emploie à reconstituer l'armée en prévision de la probable adhésion de l'Autriche à la coalition anti-française.
  - 8 août : Eugène de Beauharnais sort de Milan pour rejoindre les unités déployées contre l'Autriche qui entrera en guerre quinze jours plus tard.
  - 20 août : L'Autriche adhère à la coalition et participe à la victoire de Leipzig du 16 au 19 octobre
  - 1er novembre : depuis l'Allemagne, Napoléon envoie la division Fontanelli avec d'autres divisions italiennes subsistantes de la Grande Armée pour rejoindre Eugène.
  - 22 novembre : Vienne essaye de corrompre Eugène qui refuse et Joachim Murat.
  - Mi-décembre 1813 : Vienne remplace le commandant de l'armée d'Italie, le feld-maréchal Hiller, par le feld-maréchal Bellegarde.
- 1814
  - 11 janvier : Joachim Murat accepte la proposition autrichienne et signe une alliance secrète avec l'Autriche.
  - fin de janvier, Murat rejoint Bologne avec les troupes organisées selon les plans de Napoléon pendant que son général Giuseppe Lechi prend le contrôle de la Toscane. À Bologne, Murat annonce sa défection et se rallie aux Autrichiens de la division Nugent (austro-sardes) pendant que Giuseppe Lechi cède Livourne à la flotte britannique.
  - 1er février et 2 février : les ambassadeurs napolitains notifient la rupture des relations diplomatiques entre le royaume d'Italie et le royaume de Naples.
  - 4 février : les Autrichiens occupent Vérone.
  - 7 février le maréchal de Bellegarde rencontre Murat à Bologne et ils établissent une conduite commune des opérations.
  - 8 février : Bataille du Mincio gagnée par Eugène de Beauharnais.
  - 6 avril : Napoléon abdique.
  - 13 avril : traité de Fontainebleau
  - 11 avril : à l'arrivée des nouvelles de Paris, Melzi d'Eril incite Eugène à agir « par voie constitutionnelle ».
  - 16 avril : Eugène fait rédiger la convention de Schiarino-Rizzino (en), près de Mantoue, par laquelle il accepte de rapatrier les détachements français mais il conserve les forteresses et son armée en armes. C'est la fin du royaume d'Italie
  - 17 avril : le parti pro-autrichien occupe le sénat milanais.
  - 20 avril : Venise est cédée au général français Jean Mathieu Seras et instauration d'un régence provisoire en Lombardie.
  - 21 avril : le conseil communal de Milan confie la ville aux Autrichiens.
  - 23 avril : Eugène signe à Mantoue une nouvelle convention d'armistice dans laquelle il met son armée aux ordres de de Bellegarde.
  - 25-26 avril : les généraux Teodoro Lechi, Giuseppe Palombini et Paolucci[Lequel ?] soutiennent Eugène[Qui ?].
  - 26 avril : le général autrichien Annibal Sommariva, en qualité de commissaire autrichien prend possession de la Lombardie au nom de Bellegarde.
  - 27 avril : Eugène quitte Mantoue pour Munich.
  - 28 avril : 17 000 Autrichiens aux ordres du général Neipperg entrent dans Milan.
  - 8 mai : De Bellegarde pénètre à Milan.
  - 25 mai : dissolution de la régence provisoire.
  - 12 juin : De Bellegarde devient gouverneur général.
  - 31 juillet : la Compagnie de Jésus est rétablie par le pape Pie VII.
  - rétablissement des anciens souverains sur leurs trônes. Le royaume de Sardaigne annexe la république de Gênes.

## Leroyaume d'Italie
- 1860 - 1866 : brigandage post-unitaire en Italie du Sud.
- 1880 - 1914 : développement massif de l'émigration italienne vers les Amériques et l'Europe du Nord-Ouest, plus de 10 millions de départs.
- 1885 - 1896: première guerre italo-éthiopienne. Conquête de l'Érythrée et de la Somalie.
- 1911
  - 28 septembre : guerre italo-turque pour la conquête de la Tripolitaine et de la Cyrénaïque.
- 1912
  - 18 octobre : fin de la guerre italo-turque, traité d'Ouchy qui cède à l'Italie les provinces de la Tripolitaine, de la Cyrénaïque et des îles du Dodécanèse.
- 1914
  - 3 août : malgre le pacte de la Triplice qui lie l'Italie a l'Allemagne et l'Autriche-Hongrie, le président du conseil Salandra proclame la neutralité du royaume. Deux courants s'affrontent : les « neutralistes » de Giolitti et les « interventionnistes ».
  - 19-20 octobre : réunion de la direction du Parti socialiste italien (PSI). Benito Mussolini, opposé à la neutralité, est mis en minorité.
- 1915
  - 21 février : début de la révolte senoussi en Libye.
  - 26 avril : Sidney Sonnino signe le pacte de Londres avec les Alliés qui promettent des territoires aux Italiens.
  - 3 mai : l'Italie se désengage officiellement de la Triplice.
  - 14 mai : à Rome, Gabriele D'Annunzio lance un appel nationaliste pour l'entrée en guerre de l'Italie au nom de l'irrédentisme. Mussolini, favorable à l'entrée en guerre, est chassé du PSI et fonde le Faisceau autonome d'action révolutionnaire.
  - 23 mai : entrée de l'Italie dans la Première Guerre mondiale aux côtés des Alliés.
  - 10 juin : offensive italienne sur l'Isonzo contre les lignes autrichiennes. Douze batailles sur l'Isonzo de juin 1915 à octobre 1917 coûtent d'énormes pertes en hommes et en matériel.
  - 21 août : l'Italie déclare la guerre à l'Empire ottoman.
  - 19 octobre : l'Italie déclare la guerre à la Bulgarie.
- 1916
  - 15 mai : l'armée austro-hongroise perce les premières lignes de défense italiennes dans le Trentin.
  - 8 août : prise de Gorizia par la 3e Armée italienne sous les ordres du duc d'Aoste après la sixième bataille de l'Isonzo.
  - 27 août : l'Italie déclare la guerre à l'Allemagne.
  - 14 septembre : offensive italienne dans le Carso oriental.
- 1917
  - 4 juin : les forces italiennes du général Luigi Cadorna battent en retraite sur le front du Carso.
  - 19 août : succès de l'offensive italienne des troupes du général Capello et du duc d'Aoste sur le plateau de Bainsizza. Les combats font 200 000 morts en deux mois durant l'été. Les mutineries et les désertions se multiplient tandis que l'arrière pays se révolte.
  - Août : de graves agitations ouvrières ont lieu à Turin contre la vie chère et la guerre.
  - 24 octobre - 9 novembre : offensive autrichienne surprise victorieuse. L'armée austro-hongroise aidée par 7 divisions allemandes franchit le Tagliamento, atteint le Piave et fait 300 000 prisonniers. Défaite italienne de Caporetto dans la vallée de l'Isonzo. Le front est enfoncé sur 50 km et les pertes sont considérables. Luigi Cadorna est remplacé au haut commandement par le général Diaz. L'armée italienne tient le Piave, aidée par 4 divisions franco-britanniques.
- 1918
  - 15 juin : début de la bataille du Piave. Offensive austro-hongroise en Vénétie durant l'été. Les troupes italiennes reprennent leurs positions entre la Vénétie et le Piave le 8 juillet.
  - 24-29 octobre : offensive victorieuse italienne à Vittorio Veneto. Les Autrichiens refluent sur tous les fronts. L'armée italienne fait 350 000 prisonniers parmi les Autrichiens.
  - 29 octobre : le gouvernement autrichien demande l'armistice à l'Italie, signé le 4 novembre a Villa Giusti. L'éclatement de l'Autriche-Hongrie laisse ses provinces adriatiques contestées entre l'Italie et le royaume de Serbie, future Yougoslavie.
  - Novembre : occupation de Fiume par les troupes italiennes et un contingent français.
- 1919
  - 23 mars : Benito Mussolini crée les Faisceaux de combat, futur noyau de son Parti national fasciste à Milan.
  - 12 septembre : Mussolini soutient Gabriele D'Annunzio dans son entreprise de Fiume
  - 9 octobre : à Florence, premier congrès des Faisceaux de combat.
  - 16 novembre : aux élections, les fascistes, malgré les candidatures de Mussolini et de Filippo Tommaso Marinetti dans la province de Milan, ne recueillent que 4 795 voix.
- 1920
  - 24 et le 25 mai : second congrès des Faisceaux de combat qui se tient au théâtre lyrique de Milan.
- 1921
  - 7 novembre : se tient à Rome le troisième congrès des faisceaux de combat qui sont transformés en Parti national fasciste avec Michele Bianchi.
- 1922
  - Août : la gauche lance une grève contre les violences des chemises noires fascistes qui restent maîtres du terrain.
  - 27 au 31 octobre : marche sur Rome des fascistes qui réclament le pouvoir.
  - 29 octobre : Victor-Emmanuel III charge Mussolini de constituer un nouveau gouvernement de coalition.
  - 24 novembre : Mussolini obtient les pleins pouvoirs en matière économique et administrative jusqu'au 31 décembre 1923.
  - 15 décembre : le Grand Conseil du fascisme se réunit pour la première fois.
- 1923
  - 14 janvier : les Chemises noires sont institutionnalisées par la création de la Milice volontaire pour la sécurité nationale (MVSN).
  - 9 juin : Mussolini présente la nouvelle loi Acerbo en matière électorale.
  - Juillet : grâce à l'appui britannique, à la conférence de Lausanne, la présence italienne au Dodécanèse, occupé depuis 1912, est reconnue.
  - 28 août : la mission militaire d'Enrico Tellini, dont l'objectif est de définir la frontière entre la Grèce et l'Albanie, est massacrée à Ioannina.
- 1924
  - 27 janvier 1924 : le traité de Rome entre l'Italie et la Yougoslavie est signé dans lequel celle-ci reconnaît l' « italianité » de Fiume.
  - 16 février Fiume est annexée.
  - 6 avril : la liste nationale (désignée comme « Listone ») obtient 60,1 % des voix et 356 députés.
  - 10 mai : le député socialiste Giacomo Matteotti par un discours virulent à la chambre demande d'annuler les résultats des élections.
  - 11 juin : Matteotti est enlevé et assassiné par des squadristi fascistes.
  - 27 juin : protestation des parlementaires : « sécession sur l'Aventin ».
- 1925
  - 3 janvier : Mussolini tient un discours au parlement qui est considéré comme le début du régime fasciste dictatorial.
  - 17 avril : loi n.473 sur les nouvelles normes d'hygiène pour les entreprises et l'obligation de pourvoir au service sanitaire dans l'établissement.
  - 1er mai : loi n.582 sur l'Œuvre nationale du temps libre.
  - 11 juin : le président du Conseil Mussolini annonce la bataille du grain.
  - 21 juin : quatrième et dernier congrès du PNF.
  - 18 juillet : l'Italie et la Yougoslavie signent le traité de Nettuno qui définit les frontières en Dalmatie.
  - 30 août : l'arme de l'aéronautique est créée.
  - 20 octobre : Mussolini nomme Cesare Mori préfet de Palerme, avec des pouvoirs extraordinaires et des compétences étendues à toute la Sicile, afin de freiner le phénomène mafieux dans l'île.
  - 24 décembre : les premières lois fascistissimes sont approuvées. Le « chef du gouvernement » est nommé et révoqué seulement par le roi et il n'est responsable qu'envers lui. Les ministres deviennent responsables aussi bien envers le roi qu'envers Mussolini.
  - 31 décembre : la loi sur la presse indique que les journaux ne peuvent être dirigés, écrits et imprimés que s'ils ont un responsable accrédité par le préfet et donc indirectement par Mussolini.
- 1926
  - 31 janvier : la loi n. 100, attribue à Mussolini, en sa qualité de chef du gouvernement, la possibilité de promulguer des règles juridiques.
  - 4 février : la loi n. 237, les conseillers municipaux et les maires sont supprimés et remplacer par des podestà nommés par décret royal, qui exercent les fonctions de maire et du conseil municipal.
  - 3 avril : le droit de grève est supprimé, l'Opera Nazionale Balilla (ONB) est créée, avec l'objectif de « réorganiser la jeunesse d'un point de vue moral et physique ».
  - 8 juillet : le ministère des corporations est créé et Mussolini en assume la direction.
  - 8 octobre : le Grand Conseil du fascisme promulgue un nouveau statut du PNF par lequel sont abolies les élections internes.
  - 5 novembre : tous les partis hors du PNF sont dissous et la presse est placée sous le contrôle de la censure.
  - 25 novembre : la peine de mort et le confinement policier sont introduits.
  - 30 décembre : le fascio est déclaré symbole de l'État.
- 1927
  - 15 janvier : Winston Churchill, alors chancelier de l'Échiquier, est reçu à Rome par Mussolini.
  - 5 juin : s'adressant au sénat, Mussolini affirme la ligne du révisionnisme en matière de politique étrangère, déclarant que les traités signés après la Première Guerre mondiale sont valides mais qu'ils ne sont pas considérés éternels et immuables.
- 1928
  - 15 janvier : l'agence italienne des diffusions radiophoniques (Ente Italiano Audizioni Radiofoniche - EIA) est créée.
- 1929
  - 11 février : Mussolini met fin à la question romaine en signant avec le cardinal Pietro Gasparri les accords du Latran ratifiés par la chambre en mai.
  - 24 mars : élections pour le renouvellement de la chambre des députés qui se transforment en plébiscite en faveur de Mussolini.
- 1931
  - 12 avril : la nouvelle FIAT Balilla est présentée au salon international de l'automobile de Milan.
  - 23 octobre : Mussolini participe aux célébrations de la Fiat avec Giovanni Agnelli et Vittorio Valletta.
- 1932
  - 18 décembre : Mussolini inaugure Littoria, la première ville neuve construite dans les marais Pontins.
- 1933
  - 7 juin : le Pacte à quatre est signé à Rome par l'Italie, la France, le Royaume-Uni et l'Allemagne.
- 1934
  - 22 mars : lois sociales n.654 et 26 avril n.653 pour la protection du travail des femmes et des enfants.
  - 25 juillet : tentative de putsch des nazis autrichiens qui assassinent le chancelier Engelbert Dollfuss et réclament le rattachement de l'Autriche a l'Allemagne (Anschluss). Mussolini s'y oppose en envoyant deux divisions au col du Brenner.
  - 5 décembre : incident frontalier entre la Somalie italienne et l'Éthiopie
  - 24 décembre : la loi n.2316 établit la création de l'ONMI (Œuvre nationale pour la protection de la maternité et de l'enfance).
- 1935
  - 2 octobre : déclaration de guerre à l'Éthiopie.
  - 18 novembre : l'Italie est frappée par les sanctions économiques de la Société des Nations.
- 1936
  - 5 février : création des 22 corporations.
  - 9 mai : fin de la guerre d'Éthiopie ; le roi d'Italie prend le titre d'empereur d'Éthiopie.
  - 4 juillet : la SDN décrète la fin des sanctions.
  - 24 juillet : envoi de contingents militaires dans la guerre civile espagnole en soutien à Franco.
- 1937
  - 27 novembre : Mussolini donne son accord à Hitler pour proclamer l'Anschluss.
- 1938
  - 12 mars : l'armée allemande occupe l'Autriche et procède à l'Anschluss sans protestation de l'Italie.
  - 21 avril : inauguration de Cinecittà (cité du cinéma italien).
  - 5 septembre : « mesures pour la défense de la race dans l'école fasciste »
  - 7 septembre : « mesures à l'égard des juifs étrangers ».
  - 29 septembre : conférence de Munich où Mussolini, Hitler, Daladier pour la France et Chamberlain pour le Royaume-Uni accordent au Troisième Reich la région des Sudètes prise à la Tchecoslovaquie.
  - 6 octobre : « déclaration sur la race » émise par le Grand Conseil du fascisme.
  - 17 novembre : adoption par décret royal de la « déclaration sur la race ».
  - 6 novembre l'Italie adhère au pacte anti-soviétique dont l'Allemagne et le Japon sont déjà signataires.
  - 11 décembre: sortie de l'Italie de la Société des Nations.
- 1939
  - 19 janvier la Chambre des députés est supprimée et remplacée par la Camera dei Fasci e delle Corporazioni.
  - avril : occupation et annexion de l'Albanie.
  - 6 mai : signature du Pacte d'Acier avec l'Allemagne.
- 1940
  - 10 mars : venue à Rome du ministre allemand des affaires étrangères Joachim von Ribbentrop, qui sollicite l'entrée en guerre de l'Italie.
  - 18 mars : Hitler rencontre Mussolini au Brennero
  - 16 au 26 avril : messages de Churchill, de Paul Reynaud, de Pie XII et de Roosevelt qui demandent à l'Italie de rester neutre.
  - 10 juin : déclaration de la guerre à la France et au Royaume-Uni.
  - 11 juin : bombardement britannique de Turin.
  - 17 juin : la France signe l'armistice avec l'Allemagne.
  - 24 juin : la France signe l'armistice avec l'Italie.
  - 25 juin : Italo Balbo, gouverneur de Libye, reçoit l'ordre d'avancer vers l'Égypte qui est un protectorat britannique, ouvrant la campagne d'Afrique du Nord.
  - 15 août : le sous-marin italien Delfino torpille un croiseur léger grec, l'Helli.
  - 27 septembre : l'Italie, l'Allemagne et le Japon s'unissent par le Pacte tripartite.
  - 28 octobre : Mussolini, sans s'être concerté avec Hitler, déclenche la guerre italo-grecque. L'offensive italienne en Épire est un échec.
  - 21 novembre : reddition des troupes italiennes d'Éthiopie à Gondar.
  - 9 février : la marine britannique bombarde Gênes.
  - 24 mars : offensive de l'Afrika Korps italo-allemand d'Erwin Rommel contre les armées britanniques en Afrique du Nord.
  - 6 avril : l'Italie déclare la guerre à la Yougoslavie qui, attaquée au Nord par les Allemands, s'effondre rapidement.
  - 17 avril : reddition de la Yougoslavie.
  - 23 avril : reddition de la Grèce.
  - 3 mai : les troupes italo-allemandes défilent à Athènes.
  - 1er juin : conquête de la Crète.
  - 22 juin : attaque allemande contre l'URSS (opération Barbarossa).
  - juillet : le CSIR (composé de 58 800 soldats commandés par le général Giovanni Messe) est envoyé en Russie en soutien de l'allié allemand.
  - 7 décembre : la flotte japonaise attaque Pearl Harbor, provoquant l'entrée en guerre des États-Unis.
  - 12 décembre : l'Italie, à la suite de l'Allemagne, déclare la guerre aux États-Unis.
- 1942
  - 15 février : de nombreux renforts italiens sont envoyés sur le front russe pour soutenir l'avancée allemande ; en 5 mois, 160 000 soldats sont envoyés.
  - 9 juillet, le CSIR, confié au général Italo Gariboldi (qui remplace le général Giovanni Messe), se transforme en ARMIR (armée italienne en Russie) et compte 200 000 hommes.
  - 23 octobre au 3 novembre : seconde bataille d'El Alamein, les troupes britanniques du général Bernard Montgomery repoussent les Italo-Allemands qui doivent se replier vers la Libye.
- 1943
  - 23 janvier : Tripoli tombe.
  - 19 au 25 février, les forces italo-allemandes sont de nouveau battues à la Kasserine en Tunisie.
  - 13 mai : reddition de l'armée italo-allemande à Tunis.
  - 9 juillet : les Américano-Britanniques débarquent en Sicile.
  - 24 juillet : une session du Grand Conseil du fascisme renverse Mussolini et le remplace par le maréchal Pietro Badoglio. Mussolini est arrêté.
  - 17 août : évacuation des dernières forces de l'Axe en Sicile.
  - 8 septembre : armistice de Cassibile entre l'Italie et les Alliés ; occupation allemande de l'Italie centrale et septentrionale.
  - 12 septembre : un commando allemand libère Mussolini.
  - 14 septembre : Hitler rencontre Mussolini à Munich. Le Führer l'invite à former une république protégée par les Allemands.
  - 18 septembre : par un discours à la radio de Munich, Mussolini proclame la reconstruction du parti fasciste avec pour nom le Parti fasciste républicain (Partito Fascista Repubblicano - PFR).
  - 13 octobre : le gouvernement italien de Badoglio déclare la guerre à l'Allemagne.
  - 23 septembre : retour de Mussolini en Italie à Salò d'où le nom non-officiel de « république de Salò ».
  - 14 novembre : la première assemblée nationale du parti fasciste républicain rédige le manifeste de Vérone, le programme du gouvernement du PFR.
  - 8 décembre : la garde nationale républicaine (GNR) est constituée par décret et placée sous le commandement de Renato Ricci.
- 1944
  - 8 et le 10 janvier : procès de Vérone, où sont jugés les dirigeants qui ont renversé Mussolini, parmi ceux-ci, le gendre du Duce, Galeazzo Ciano est condamné à mort.
  - 4 juin : Victor-Emmanuel III abandonne ses prérogatives royales au profit de son fils Humbert II
  - 16 décembre : au théâtre lyrique de Milan, dernier discours public de Mussolini.
- 1945
  - nuit du 27 au 28 avril : arrestation de Mussolini par les partisans italiens.
  - 28 avril : Mussolini et Clara Petacci sont fusillés.
- 1946
  - 9 mai : Victor-Emmanuel III abdique en faveur de son fils Humbert II.
  - 2 juin : référendum abolissant la monarchie.
  - 13 juin : Humbert II part en exil.
  - 18 juin : le conseil des ministres proclame l'instauration d'un régime transitoire sous l'autorité du président du conseil Alcide De Gasperi.
  - 25 juin : les travaux de l'assemblée constituante débutent sous la présidence de Giuseppe Saragat.
- 1947
  - 10 février : traité de Paris qui conclut le second conflit mondial.
  - 5 juin : mise en application du plan Marshall.
- 1948
  - 1er janvier 1948 : entrée en vigueur de la constitution républicaine.

## République italienne
- 1949 : l'Italie adhère à l'Organisation du traité de l'Atlantique nord (OTAN).
- 1950 : naissance de la Cassa del Mezzogiorno, avec l'objectif de combler l'écart économique entre le nord et le sud du pays.
- 1951 : fin du plan Marshall
- 1954
  - 5 octobre : l'Italie et la Yougoslavie parviennent à une entente sur la partition du territoire libre de Trieste et signent à Londres un « mémorandum d'entente ».
  - 6 octobre : la Grande-Bretagne, les États-Unis, l'Italie et la Yougoslavie signent le traité de Londres qui met fin au conflit sur le statut de Trieste : les troupes britanniques et américaines évacueront la zone A qui revient à l'Italie, la zone B étant attribuée à la Yougoslavie. Trieste reste un port franc.
  - 23 octobre : signature des accords de Paris qui reprennent les principes définis à Londres. Mise en place de l'Union de l'Europe occidentale (UEO) qui se base sur le traité de Bruxelles modifié (Londres-Paris, 3-23 oct), auquel adhèrent la RFA et l'Italie, autorisant leur réarmement. L'Union soviétique proteste contre ces accords et renouvelle sa proposition d'un pacte européen de sécurité collective.
  - 23 décembre : le parlement italien ratifie le traité de l'UEO.
- 1955
  - 14 décembre : l'Italie entre à l'Organisation des Nations unies (ONU).
- 1957
  - 25 mars : signature du traité de Rome : création, au 1er janvier 1958, de la Communauté économique européenne (CEE) et de l'Euratom, ou Communauté européenne de l'énergie atomique (CEEA). Le processus d'intégration des pays européens prend une nouvelle dimension avec cette alliance regroupant la Belgique, la République fédérale d'Allemagne, la France, l'Italie, le Luxembourg et les Pays-Bas.
  - 30 juillet : Le Parlement italien ratifie le traité instituant la CEE.
- 1958-1963 : phase de forte croissance du miracle économique italien.
- 1961
  - 11 et 12 juin : nuit des feux (Notte dei fuochi-Feuernacht), attentats d'autonomistes dans le Trentin
- 1963
  - 9 octobre : un glissement de terrain provoque la catastrophe de Vajont
- 1964
  - 19 mars : ouverture à la circulation du tunnel du Grand-Saint-Bernard entre la Suisse et l'Italie.
  - 15 décembre : la NASA lance le premier satellite italien, le San Marco.
  - 28 décembre : Giuseppe Saragat est élu président de la République italienne.
- 1965
  - 16 juillet : inauguration du tunnel du Mont-Blanc par le président Giuseppe Saragat et le général de Gaulle.
  - 28-30 décembre : fusion de Edison et de Montecatini pour former la société Montedison qui contrôle 80 % de la pétrochimie italienne.
- 1966
  - 4 novembre : inondations catastrophiques à Florence et à Venise.
- 1969 - 1980 : les Années de plomb, attentats croisés des Brigades rouges et des groupes neo-fascistes.
- 1974
  - 13 mai : un référendum abrogatif confirme la loi autorisant le divorce.
- 1976
  - 10 juillet : catastrophe de Seveso, émanation de gaz d'une usine chimique en Lombardie, aucun mort humain mais vaste zone contaminée.
- 1978
  - 16 mars - 9 mai : enlèvement et assassinat d'Aldo Moro, ancien président du conseil, par les Brigades rouges.
- 1980
  - 29 août : attentat de la gare de Bologne par un groupe néo-fasciste, 85 morts et 200 blessés.
- 1992 - 1993 : opération Mains propres, scandale de corruption impliquant les partis politiques.
- 1997
  - 28 mars : en réponse à la crise albanaise de 1997, le Conseil de sécurité des Nations unies vote par la résolution 1101 l'envoi de l'opération Alba (en), mission de maintien de la paix sous commandement italien ; déployée du 15 avril au 3 août 1997, elle mobilise 7 230 hommes dont 3 800 Italiens[2].
- 2002
  - 28 février : l'euro remplace la lire italienne.
- 2022
  - 22 octobre : Giorgia Meloni, du parti Frères d'Italie, devient présidente du conseil.